# Henri Bercher
Henri Édouard Bercher, né à Vevey le 13 décembre 1877 où il est mort le 18 août 1970, est un peintre suisse.

## Biographie
Il est élève de Paul-Aimé Vallony et de Fritz Huguenin Lassanguette au Collège scientifique de Vevey puis de Léon Gand, Édouard John Ravel et Hugues Bovy à l'École des beaux-arts de Genève. 
Il fréquente en 1900-1901 l'atelier de Charles Giron et expose dès 1901 régulièrement au Salon suisse des beaux-arts. 
Peintre paysagiste, il se consacre essentiellement aux sites des Alpes et aux bords du Lac Léman. Il voyage en France, en Italie et en Allemagne et devient en 1923 conservateur du Musée des beaux-arts de Vevey où une grande partie de ses œuvres est conservée.  
Bercher est connu aussi pour ses grands panneaux qui ont décoré de nombreuses gares : Lausanne, Berne, Lucerne, Berlin... En 1927, il est le principal collaborateur d'Ernest Biéler dans l'exécution de la Fête des Vignerons. 
Édouard-Joseph écrit à son sujet : « Bercher se classe parmi les meilleurs peintres de la Suisse romande. Sa facture est simple, soignée et d'un style distingué autant que personnel. Ses paysages ont un charme très grand, ils sont toujours intéressants par le sujet et la mise en page est bien équilibrée. Artiste complet, au sentiment subtil, dont les œuvres sont recherchées par les collectionneurs et amateurs d'Art les plus délicats ».